# والتر بي. لانغلي
والتر بي. لانغلي هو سياسي أمريكي، ولد في 7 أبريل 1921، وتوفي في 3 سبتمبر 1976. نشط حزبياً في الحزب الجمهوري. وقد انتخب عضو مجلس ولاية نيويورك ‏.